# 347
Năm 347 là một năm trong lịch Julius.